# Popovača Pazariška
Popovača Pazariška is een plaats in de gemeente Gospić in de Kroatische provincie Lika-Senj. De plaats telt 102 inwoners (2001).